# 柳仲礼
柳 仲礼（柳仲禮、りゅう ちゅうれい、生没年不詳）は、南朝梁の軍人。本貫は河東郡解県。

## 生涯
梁の太子詹事の柳津（柳慶遠の子）の子として生まれた。武勇と膂力を兼ね備え、若くして胆気があり、身長は8尺で、眉目はまばらであった。著作佐郎を初任とし、しばらくして電威将軍の号を受け、陽泉県侯に封じられた。中大通年間、西魏の将の賀抜勝が樊と鄧に侵攻してくると、仲礼は出撃してこれを破った。黄門郎に任じられ、しばらくして司州刺史に転じた。武帝は仲礼の顔を見て、思うところあって画家にその肖像を描かせた。
太清2年（548年）、侯景の反乱の意図を察知して3万の兵で侯景を討つことを求めたが、朝廷に許可されなかった。8月、侯景の乱が起きると、仲礼は西道都督となって、侯景討伐にあたることとなった。12月、建康の援軍として長江を渡り、朱雀航の南に布陣した。太清3年（549年）1月、韋粲を救援するために青塘に向かったが、韋粲はすでに敗死しており、仲礼は侯景の部将の支伯仁に斬られて重傷を負った。3月、台城が陥落すると、仲礼は弟の柳敬礼や羊鴉仁・王僧弁・趙伯超らとともに侯景に降伏した。
大宝元年（550年）、西魏の楊忠が岳陽王蕭詧と合流した。仲礼は湘東王蕭繹の命を受けて雍州刺史となり、襄陽を襲撃した。南陽を包囲されている杜岸が救援を求めてきたため、仲礼は別将の夏侯強を司州刺史として義陽を守らせ、自らは兵を率いて安陸に向かった。司馬の康昭を派遣して西魏の竟陵郡太守の孫暠を攻撃させ、孫暠を降伏させた。仲礼は部将の王叔孫を竟陵郡太守とし、副軍の馬岫を安陸郡太守とした。自ら軽兵を率いて襄陽に向かおうとしたところ、漴頭で楊忠と戦って敗れ、弟の柳子礼とともに捕えられて長安に送られた。

## 伝記資料
- 『梁書』巻43 列伝第37
- 『南史』巻38 列伝第28